# Pala della Trasfigurazione
La Pala della Trasfigurazione è un dipinto a olio su tavola (290x185 cm) di Pietro Perugino, databile al 1517 e conservato nella Galleria nazionale dell'Umbria a Perugia. 

## Descrizione e stile
Lo schema della composizione è importato su due registri paralleli quasi non comunicanti, con il Cristo che trasfigura entro una mandorla di luce tra cherubini e serafini, affiancato dai profeti Mosè ed Elia, mentre in basso i tre apostoli Giovanni, Pietro e Giacomo assistono stupefatti all'apparizione, immersi nel dolcissimo paesaggio umbro fatto di colline ed esili alberelli che sfumano in lontananza. 
Si tratta di uno schema ampiamente replicato nel repertorio dell'artista. Il prototipo di questa composizione su due registri con la mandorla sullo sfondo del cielo era la perduta Assunta della Cappella Sistina, replicata in numerosissime pale d'altare nei decenni successivi, pur con soggetti diversi come in questo caso. La divisione in due tronconi qui è particolarmente sottolineata dalla fascia orizzontale di nubi, che taglia la mandorla per evitare una troppa rigidità geometrica, come avviene anche in altre opere, con la cesura magari sul lato superiore. Un altro esempio di diretta influenza è la Trasfigurazione della Sala delle Udienze del Collegio del Cambio a Perugia. 
Le opere di quegli anni si contraddistinguono per una maggiore semplicità, con meno personaggi e meno elementi decorativi, facendo dominare piuttosto la ricchezza del colore e la profondità del paesaggio. Le pose sono misurate e piacevoli, importate a ritmi e simmetrie con lievi variazioni (come nelle pose complementari dei due profeti). Nonostante il miracolo, i sentimenti degli apostoli sono estremamente pacati e controllati: più convincente quello di Giacomo a destra, più retorico quello di Giovanni a sinistra.